# Antigua und Barbuda
Antigua und Barbuda (englisch Antigua and Barbuda) ist ein Staat, der aus den Hauptinseln Antigua und Barbuda sowie 46 weiteren kleinen Inseln besteht und in der östlichen Karibik (Inseln über dem Winde) liegt. Er ist Mitglied des Commonwealth mit dem britischen König Charles III. als Staatsoberhaupt, Amtssprache ist Englisch und das Regierungssystem basiert auf dem britischen Westminster-System.

## Landesname
Die Insel Antigua wurde von den Taino (Arawak) Yarumaqui genannt, möglicherweise aus Yaruma, einer Pflanze, die als Baumaterial für Kanus und Flöße verwendet wurde, und Qui („Insel“), also „Kanu-Insel“. Die später dort siedelnden Kalinago (Kariben) nannten die Insel Waladli bzw. Oüaladli („Land des Fischöls“), was heute noch leicht verändert (Wadadli) in Gebrauch ist. Als Christoph Kolumbus 1493 die Insel erreichte, nannte er sie Antigua („die Alte“) nach der Kirche Santa Maria de la Antigua im spanischen Sevilla.
Barbuda wurde von den Arawak Wa’omoni bzw. Oüahómoni („Land der großen Vögel“) genannt. Kolumbus nannte sie Barbuda (spanisch für „bärtig“), vermutlich nach den auffälligen Flechten auf den einheimischen Feigenbäumen.

## Geographie

### Territorium
Der Antillenstaat Antigua und Barbuda gehört zu den sogenannten Inseln über dem Winde. Er befindet sich zwischen dem Karibischen Meer und dem Atlantischen Ozean, ca. 420 km südöstlich von Puerto Rico. Die Landfläche von insgesamt etwa 443 km² verteilt sich auf zwei Haupt- und einige kleinere Inseln. Die größte ist die 282 km² große Insel Antigua, auf der sich auch die Hauptstadt Saint John’s befindet. Barbuda umfasst knapp 161 km² und liegt 48 km nördlich von Antigua. 50 km westsüdwestlich von Antigua befindet sich die nur 0,5 km² große unbewohnte Felseninsel Redonda. Andere Inseln mit einer Länge von mehr als einem Kilometer sind Long Island, Guiana Island und Green Island vor der Küste von Antigua sowie die Nehrung 11 Mile Beach auf Barbuda; diese Inseln sind flächenmäßig bei den jeweiligen Hauptinseln eingerechnet.

### Geologie und Geomorphologie
Auch wenn die Hauptinsel Antigua vor allem aus Kalkformationen aufgebaut ist, geht sie auf einen vor etwa 34 Millionen Jahren ausgebrochenen unterseeischen Vulkan zurück, dessen Reste das Hügelland im Südwesten der Insel mit dem 402 m hohen Boggy Peak, höchster Punkt der Insel und des ganzen Staates, bilden. Durch das Wachstum von Steinkorallen breiteten sich Kalkablagerungen in Richtung Nordosten aus.
Barbuda ist die Oberfläche eines großen Korallenriffs. Der höchste Punkt der noch weitgehend unberührten Koralleninsel ragt allerdings nur 44,5 m aus dem Meer empor.
Die Küstenlinien der beiden Hauptinseln sind überaus reich gegliedert. Sie verfügen über eine Reihe von Stränden, Lagunen und zahlreichen natürlichen Häfen (Buchten). Umgeben sind die Inseln von einer Reihe von Korallenriffen und Untiefen.
Die kleine Felseninsel Redonda ist der 296 m hohe Rest eines erloschenen Vulkans.

### Klima
Das Klima ist tropisch. Die Temperaturen erreichen im Monatsmittel Werte von 22 (Dezember bis Februar) bis 30 °C (Juni bis September). Mit einem mittleren Jahresniederschlag von 900 bis 1000 mm ist es für karibische Verhältnisse relativ trocken. Die meisten Niederschläge fallen zwischen September und November. Im Sommer (Juli bis Oktober) besteht die Gefahr von tropischen Wirbelstürmen. Im Weltrisikobericht 2021 liegt der Inselstaat auf Rang 5 der Länder mit dem höchsten Katastrophenrisiko weltweit.

### Flora
Die dokumentierte Flora umfasst 1158 Pflanzenarten, darunter
- 45 Farne (5 Familien)
- 4 Nacktsamige Pflanzen (3 Familien)
- 1109 Bedecktsamer (141 Familien)

197 dieser Pflanzen werden als vom Aussterben bedroht eingestuft.
Auf Antigua wurde die natürliche Vegetation durch die intensive Zuckerrohr-Plantagenwirtschaft (1660–1960) weitgehend vernichtet und besteht nur in kleinen Reservaten fort. Dagegen ist sie auf Barbuda flächendeckend erhalten geblieben.

### Fauna
Zahlreiche Amphibien- und Reptilienarten sind beschrieben worden, darunter 5 Schildkrötenarten sowie 14 Schlangen- und Reptilienarten. 182 Vogelarten wurden beobachtet, darunter etwa zwei Drittel Zugvögel. Das einzige einheimische Landsäugetier ist die Fledermaus, von der 7 Spezies beschrieben wurden. Im Lauf der europäischen Kolonisation wurden einige Säugetierarten absichtlich oder unabsichtlich eingeführt: das Aguti (Dasyprocta agouti), der Damhirsch (zur Jagd), der Kleine Mungo (zur Schädlingsbekämpfung auf Zuckerrohrplantagen), die Hausratte, die Wanderratte und die Hausmaus. Von den 26 in der Karibik einheimischen Meeressäugetieren wurden sieben in den Gewässern von Antigua und Barbuda gesichtet, darunter Buckelwale, Grindwale, Zwergwale, Pottwale, Große Tümmler und Zügeldelfine.
Einige Arten sind durch die eingeführten Fressfeinde ausgestorben oder vom Aussterben bedroht. Die Antigua-Schlanknatter war vom Aussterben bedroht, die Population erholte sich jedoch aufgrund von Schutzmaßnahmen.

## Bevölkerung

### Demografie
Zur Volkszählung 2011 hatte Antigua und Barbuda 85.567 Einwohner. Die meisten davon lebten auf Antigua, auf Barbuda entfielen nur 1634 Einwohner, Redonda ist unbewohnt. Für das Jahr 2024 prognostizierte das nationale Statistikamt eine Bevölkerung von 103.600 Einwohnern, das entspricht einem jährlichen Bevölkerungswachstum von + 1,5 % für den Zeitraum von 2011 bis 2024. Abweichend davon schätzte die Weltbank die Einwohnerzahl für 2022 auf 94.000 Bewohner und das Bevölkerungswachstum auf + 0,6 %. Zum Bevölkerungswachstum trug ein Geburtenüberschuss (Geburtenziffer: 12,0 pro 1000 Einwohner vs. Sterbeziffer: 6,1 pro 1000 Einwohner) bei. Die Anzahl der Geburten pro Frau lag 2022 statistisch bei 1,6, die der Region Lateinamerika und die Karibik betrug 1,8. Der Median des Alters der Bevölkerung lag im Jahr 2021 bei 34,7 Jahren. Im Jahr 2024 waren nach den Hochrechnungen des nationalen Statistikamts 20,7 Prozent der Bevölkerung unter 15 Jahre, während der Anteil der über 65-Jährigen 10,2 Prozent der Bevölkerung betrug.

### Ethnien
In ethnischer Hinsicht besteht die Bevölkerung Stand 2011 zu 87,3 % aus Menschen afrikanischer Abstammung, 2,7 % Hispanics, 1,6 % Weißen und zu 8,3 % gemischt, andere oder nicht spezifiziert.

### Sprachen
Verbreitete Sprachen sind Englisch (Amtssprache) und eine auf diesem basierende Kreolsprache.

### Religion
Nominelle Mitglieder von Religionsgemeinschaften:
- 76,5 % Christen
  - 68,3 % Protestanten
    - 17,6 % Anglikaner (Diözese North Eastern Caribbean and Aruba der Church in the Province of the West Indies)
    - 12,4 % Siebenten-Tags-Adventisten
    - 12,2 % Pfingstbewegung
    - 8,3 % Herrnhuter
    - 5,6 % Methodisten
    - 4,5 % Wesleyanische Heiligkeit
    - 4,1 % Gemeinde Gottes
    - 3,6 % Baptisten

  - 8,2 % Katholiken (Diözese St. John’s-Basseterre)
- 12,2 % sonstige
- 5,5 % nicht spezifiziert
- 5,9 % ohne Bekenntnis

## Geschichte
Etwa ab 10.000 v. Chr. besiedelten Indianer vom Stamm der Siboney („Steinmenschen“) die Inseln. Bis 1200 verdrängten die Arawak-Indianer aus dem Orinoco-Gebiet die Siboney. Danach fielen Kariben aus Südamerika ein und verbreiteten sich in dem Gebiet. Auf Antigua gibt es antike Steinmonumente. Die Koordinaten sind 17° 4′ 29,1″ N, 61° 51′ 2,7″ W.
Im Jahr 1493 landete Christoph Kolumbus in Antigua. In den folgenden Jahren wurden die auf den Inseln lebenden Indianer von Spaniern zur Sklavenarbeit nach Hispaniola und in andere spanische Kolonien verschleppt. Ein Großteil der Indianer starb innerhalb kurzer Zeit an den Folgen der Arbeit oder an Krankheiten. Nach 1500 versuchten Spanier, Franzosen und Briten abwechselnd jedoch erfolglos, die Inseln dauerhaft zu besiedeln und in ihren Besitz zu bringen. Piraten nutzten zu dieser Zeit die Inseln als Rückzugsorte.
Über 100 Jahre später gelangte Barbuda (1628) in englischen Besitz. Bemühungen seitens der Regierung zur Besiedlung scheiterten allerdings. Vier Jahre danach wurde Antigua von St. Kitts und Nevis aus durch britische Siedler kolonisiert. Die Siedler bauten dort zunächst Tabak an. 1663 trafen dort die ersten Siedler aus England ein. 1666 wurde auch auf Barbuda die erste dauerhafte Siedlung errichtet.
Im Jahr 1680 gingen weite Teile von Barbuda in den Besitz der Familie Codrington über, die hier den nach ihr benannten Ort als Verwaltungszentrum anlegte. Fünf Jahre später wurden auf den Inseln Zuckerrohrplantagen angelegt, welche zum größten Teil unter Einsatz afrikanischer Sklaven bewirtschaftet wurden.

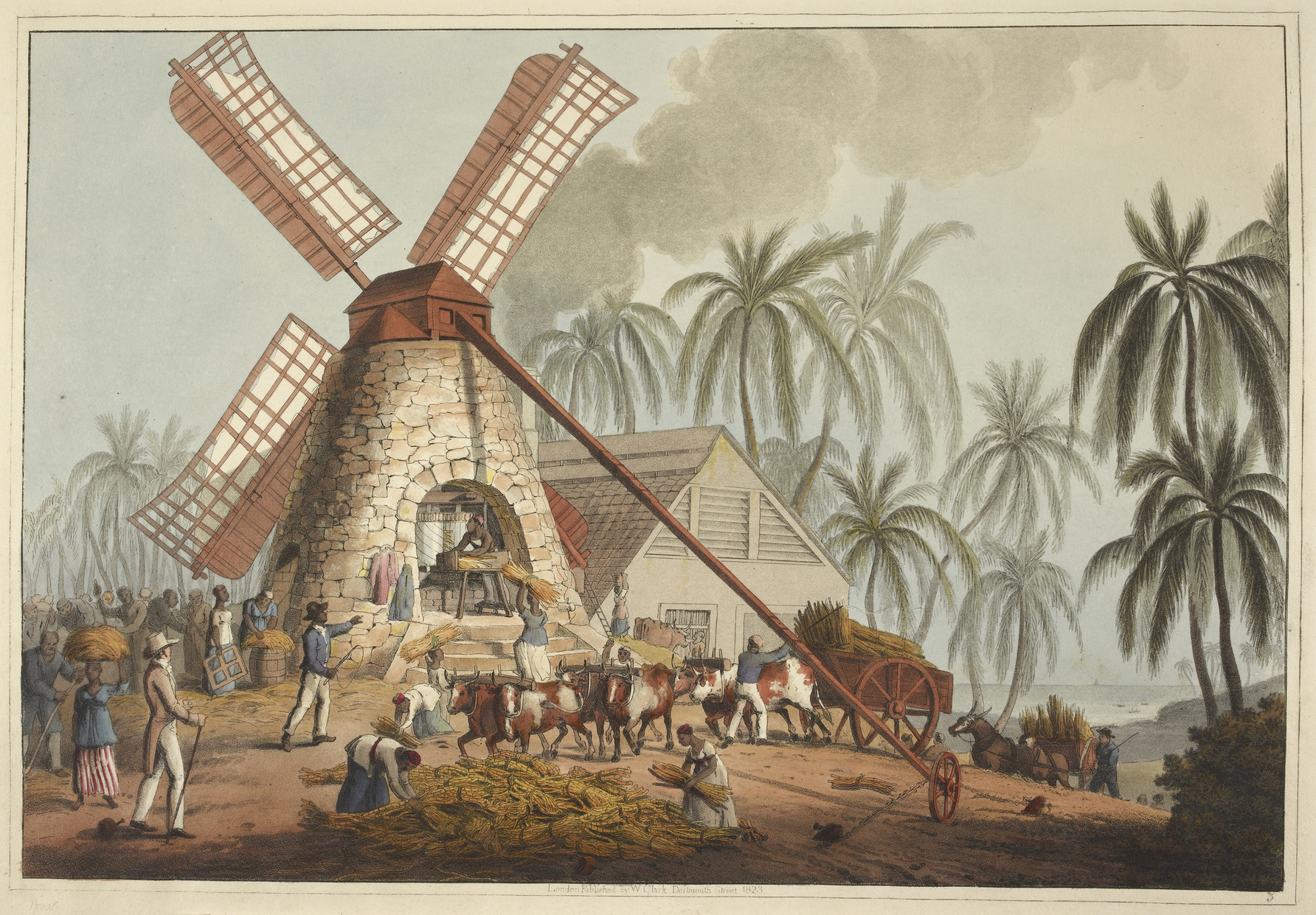
Zeichnung des Entdeckers William Clark von einer Mühle auf Antigua (1823)

Admiral Horatio Nelson baute 1784 auf Antigua einen britischen Flottenstützpunkt auf. Aufgrund des sturmsicheren Hafens wurde English Harbour zum Hauptquartier der auf den Antillen stationierten Flotte ausgebaut. Die Flottenpräsenz vertrieb die letzten Piraten. Die Sklaverei wurde 1834 abgeschafft, wodurch den Plantagen die wirtschaftliche Basis verloren ging. Das leitete eine schwierige Phase des ökonomischen Abschwungs und der Umstrukturierung ein. 1860 kam es zur Vereinigung von Antigua und Barbuda; der Name der Kolonie lautete nur Antigua.
Unter der Führung des späteren Premierministers Vere Cornwall Bird formierte sich ab dem Jahr 1940 eine Unabhängigkeitsbewegung. Schon sechs Jahre später erhielten die Inseln ein eigenes Parlament. Das Frauenwahlrecht wurde 1951 eingeführt. Antigua und Barbuda erhielten 1956 den Status einer eigenständigen Kolonie. Von 1958 bis 1962 gehörten die Inseln zur Provinz der Westindischen Föderation.
Die Inseln traten 1967 der Gruppe der West Indies Associated States bei. Sie erlangten hierdurch die vollständige innenpolitische Autonomie; außenpolitische Belange wurden von Großbritannien wahrgenommen. Im Mai 1968 wurde der Staat Mitglied der Caribbean Free Trade Association (CARIFTA). Die seit Jahrhunderten dominierende Zuckerrohrwirtschaft wurde 1972 eingestellt. Am 1. November 1981 erlangten die Inseln die Unabhängigkeit von Großbritannien unter dem neuen Namen Antigua und Barbuda.
Bei einem Besuch von Edward, Earl of Wessex und dessen Frau Sophie am 26. April 2022 erklärte Premierminister Gaston Browne dem Besucherpaar, dass Königin Elisabeth II. zwar Staatsoberhaupt sei, aber dass es der Wunsch der Bevölkerung sei, dass das Land eines Tages eine Republik werde. Außerdem forderte er „ausgleichende Gerechtigkeit“ (reparatory justice) für die „Grausamkeiten, die [sich] während des Kolonialismus und der Sklaverei“ in der Vergangenheit ereignet hätten.

## Politik

### Politisches System
Der Staat ist seit 1981 eine zum Commonwealth of Nations gehörende konstitutionelle Monarchie. Das politische System orientiert sich in seinem Aufbau am britischen Vorbild.

#### Exekutive
Staatsoberhaupt ist der Monarch des Vereinigten Königreiches, derzeit König Charles III. Er wird vertreten von einem Generalgouverneur; seit dem 14. August 2014 wird dieses Amt von Rodney Williams ausgeübt. Die eigentliche Regierungsmacht liegt beim Premierminister, der sich auf die Mehrheit der Abgeordneten im Repräsentantenhaus stützt. Seit 2014 ist Gaston Browne amtierender Premierminister. Aus den Reihen des Parlamentes ernennt der Premierminister die Mitglieder seiner Regierung. Mit Stand von 2024 umfasst das Kabinett 7 Minister. Im Gegensatz zum Vereinigten Königreich besitzt Antigua und Barbuda eine geschriebene Verfassung. 2022 erklärte der Premierminister die Absicht, aus dem Staat eine Republik machen und innerhalb von drei Jahren ein Referendum dazu abhalten zu wollen.

#### Legislative
Das seit 1946 bestehende Parlament besteht aus zwei Kammern: einem Repräsentantenhaus und einem Senat mit je 17 Sitzen. Während die Mitglieder des Senats vom Generalgouverneur ernannt werden, erfolgt die Bestimmung der Mitglieder des Repräsentantenhauses in Wahlen, die alle fünf Jahre stattfinden. Die letzten Parlamentswahlen fanden als vorgezogene Neuwahlen am 21. März 2018 statt. Mit 59,39 % der Stimmen gewann die Antigua and Barbuda Labour Party (ABLP) die Wahl. Sie erhielt 15 Sitze und stellt weiterhin den Premierminister. Ein Sitz entfiel auf die United Progressive Party, (UPP) und ein Sitz auf die Barbuda People’s Movement. Das aktive und passive Frauenwahlrecht besteht seit 1951.

#### Judikative
Die höchste juristische Instanz für Antigua und Barbuda ist der Privy Council in London. In der regionalen Gerichtsbarkeit teilt sich das Land mit acht benachbarten Inselstaaten seit 1967 einen gemeinsamen Gerichtshof, den Eastern Caribbean Supreme Court mit Sitz in Castries in St. Lucia. Er besteht aus dem Obersten Gerichtshof (High Court of Justice), der u. a. Verfassungs- und Menschenrechtsfragen behandelt, sowie dem Berufungsgericht (Court of Appeal). Gebildet wird er aus einem vorsitzenden Richter (chief justice) und vier Berufungsrichtern (justices of appeal) am Hauptsitz sowie 19 Obersten Richtern (High Court judges), die in den neun Mitgliedstaaten residieren. Auf örtlicher Ebene bestehen die untersten Gerichte (magistrates’ courts), die einfache Fälle verhandeln.

#### Politische Indizes
| Name des Index             | Indexwert    | Weltweiter Rang | Interpretationshilfe | Jahr |
| -------------------------- | ------------ | --------------- | --- | ---- |
| Fragile States Index       | 51,9 von 120 | 127 von 179     | Stabilität des Landes: stabil 0 = sehr nachhaltig / 120 = sehr alarmierend Rang: 1 = fragilstes Land / 179 = stabilstes Land | 2024 |
| Freedom in the World Index | 83 von 100   | —               | Freiheitsstatus: frei 0 = unfrei / 100 = frei                                                                                | 2024 |

### Politikfelder

#### Staatshaushalt
Der Staatshaushalt umfasste im Jahr 2000 Ausgaben von umgerechnet 145,9 Millionen US-Dollar, dem standen Einnahmen von umgerechnet 123,7 Millionen US-Dollar gegenüber. Daraus ergibt sich ein Haushaltsdefizit in Höhe von 3,6 % des BIP. Die Staatsverschuldung betrug 2009 etwa eine Milliarde US-Dollar oder ca. 90 % des BIP.
Der Anteil der Staatsausgaben (in % des BIP) folgender Bereiche betrug:
- Gesundheit: 5,5 (2014)
- Bildung: 2,6 (2009)
- Militär: keine Angaben

#### Außenpolitik und Sicherheitspolitik
Der Staat ist seit 1981 Mitglied der Vereinten Nationen, seit 1995 Mitglied der WTO, Mitglied in der AOSIS, Gruppe der 77, CELAC und ist Vertragsstaat des ICC. Antigua und Barbuda ist zwar Mitglied in der Bolivarianischen Allianz für Amerika, unterhält aber auch gute Beziehungen zu den Vereinigten Staaten. Antigua und Barbuda ist Mitglied der CARICOM, der OECS und der OAS und gehört zu den Trägern der Universität der Westindischen Inseln.

### Verwaltungsgliederung
Der Staat gliedert sich in sechs Verwaltungsbezirke (Parishes) und die zwei Nebengebiete (Dependencies) Barbuda und Redonda.
| Nr. | Verwaltungseinheit  | Fläche in km² | Einwohner (2011) | Einwohner je km² |
| --- | ------------------- | ------------- | ---------------- | ---------------- |
| 1   | Saint George        | 24,1          | 8.055            | 334              |
| 2   | Saint John          | 73,8          | 51.737           | 701              |
| 3   | Saint Mary          | 59,1          | 7.341            | 124              |
| 4   | Saint Paul          | 47,9          | 8.128            | 170              |
| 5   | Saint Peter         | 33,2          | 5.325            | 160              |
| 6   | Saint Philip        | 44,0          | 3.347            | 76               |
|     | Barbuda             | 160,6         | 1.634            | 10               |
|     | Redonda             | 0,5           | 0                | 0                |
|     | Antigua und Barbuda | 443,1         | 85.567           | 193              |

## Wirtschaft

### Allgemeines
Seit dem 17. Jahrhundert war die Zuckerrohr-Plantagenwirtschaft der dominante Wirtschaftszweig Antiguas, dessen Bedeutung im 20. Jahrhundert abnahm und 1960 endgültig eingestellt wurde. Im darauf folgenden Strukturwandel nahm die Rolle des Agrarsektors rapide ab und die des Dienstleistungsbereichs stark zu. Heute ist der Tourismus die wichtigste Branche, er trägt zu über 50 % zum Bruttosozialprodukt bei und beschäftigt direkt und indirekt 46 % der Erwerbstätigen. Wichtig ist auch die vom Tourismus angetriebene Baubranche.
| Wirtschaftsdaten Antigua und Barbuda | Wirtschaftsdaten Antigua und Barbuda | Wirtschaftsdaten Antigua und Barbuda       | Wirtschaftsdaten Antigua und Barbuda | Wirtschaftsdaten Antigua und Barbuda | Wirtschaftsdaten Antigua und Barbuda | Wirtschaftsdaten Antigua und Barbuda |
| Parameter                            | Primärer Sektor (Urproduktion)       | Sekundärer Sektor (Verarbeitendes Gewerbe) | Tertiärer Sektor (Dienstleistungen)  | Gesamt                               | Bezugsjahr                           | Quelle                               |
| ------------------------------------ | ------------------------------------ | ------------------------------------------ | ------------------------------------ | ------------------------------------ | ------------------------------------ | ------------------------------------ |
| Anteil am BIP                        | 1,8 %                                | 20,8 %                                     | 70,3 %                               | 2.122.000.000 (USD) (2019)           | 2017                                 | [ 37 ]                               |
| Anteil an Erwerbstätigen             | 7 %                                  | 11 %                                       | 82 %                                 | 30.000 (2000)                        | 1983                                 |                                      |

### Verkehrswesen

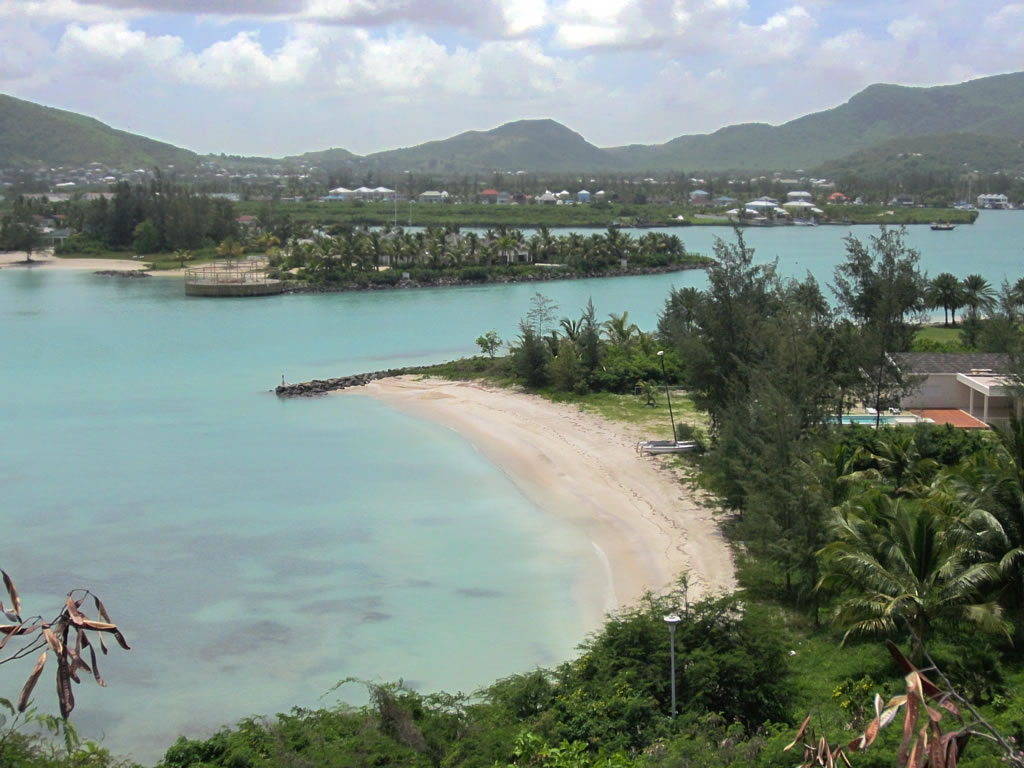
Jolly Harbour auf Antigua

Auf Antigua und Barbuda gibt es kein Eisenbahnnetz. Von ungefähr 1903 bis 1971 existierte ein etwa 80 km langes Schmalspurnetz mit einer Spurweite von 762 mm, das dem Transport von Zuckerrohr diente.
Die Hauptlast des Transportwesens liegt auf dem Straßenverkehr. Das Straßennetz hatte 2011 eine Länge von 1170 km. Davon waren aber nur 386 km befestigt. Autobahnen fehlen ganz. Der Überlandverkehr wird von einigen Buslinien abgewickelt. 2013 waren im Inselstaat fast 30.000 Kraftfahrzeuge zugelassen.
Der Flughafen V.C. Bird International (IATA-Flughafencode: ANU) befindet sich im Nordosten der Insel Antigua, etwa acht Kilometer nordöstlich der Hauptstadt Saint John’s. Er wurde im Zweiten Weltkrieg als amerikanischer Militärstützpunkt angelegt und verfügt heute über eine 3038 m lange Start- und Landebahn. Von ihm aus werden Flüge nach Nordamerika und Europa angeboten. Angeflogen werden unter anderem Puerto Rico (eine Stunde), Miami (drei Stunden), New York (vier Stunden), Baltimore (vier Stunden), Toronto (vier Stunden), London (acht Stunden), Paris (acht Stunden) und Frankfurt am Main (neun Stunden). Folgende Fluggesellschaften fliegen täglich bis wöchentlich nach St. John’s auf Antigua: Air Canada, American Airlines, Continental Airlines, Delta Airlines und US Airways. Nach Europa bieten weitere Airlines ihre Flugdienste an: British Airways, Virgin Atlantic, Sunsail Airways und Condor Flugdienst. LIAT, Air St.Kitts/Nevis, Carib Aviation, Caribbean Airlines, Montserrat Airways und Caribbean Star Airlines Ltd verbinden St. John’s mit den meisten Inseln der Karibik.
In Saint John’s befindet sich auch der Überseehafen, welcher unter anderem von Kreuzfahrtschiffen angelaufen wird. Unter der Flagge des Inselstaates waren 2005 insgesamt 981 Schiffe mit einer Größe von über sieben Millionen Bruttoregistertonnen registriert. Darunter nutzten aber 953 Schiffe die Flagge von Antigua und Barbuda als Billigflagge. Von den ausgeflaggten Schiffen stammten 1094 aus Deutschland.

## Kultur

### Feiertage
- Nationalfeiertag: 1. November

### Sport
Cricket ist der beliebteste Sport Antigua und Barbudas und gilt als Nationalsport des Inselstaates. Antigua und Barbuda ist eines der Länder, das mit anderen Karibikstaaten das West Indies Cricket Team bildet, eine der „Nationalmannschaften“ im internationalen Cricket mit Teststatus, der angesehensten Form dieses Sports. Das West Indies Cricket Team nahm an beinahe jedem Cricket World Cup teil, gewann die ersten beiden Austragungen 1975 und 1979 und verpasste lediglich das Turnier 2023. Außerdem gewannen sie den Men’s T20 World Cup zweimal (2012 und 2016) sowie je einmal die Champions Trophy (2004) und die U19-Cricket-Weltmeisterschaft (2016). Zusammen mit Barbados, Grenada, Guyana, Jamaika, St. Kitts und Nevis, St. Lucia und Trinidad und Tobago war man Gastgeber des Cricket World Cup 2007. Auch wurden hier acht Spiele des ICC Men’s T20 World Cup 2024 ausgetragen. In der nationalen Meisterschaft wird das Land von den Leeward Islands vertreten. Aus Antigua und Barbuda stammen bekannte Cricketspieler wie Viv Richards und Curtly Ambrose.
Special Olympics Antigua und Barbuda wurde mit Sitz in St. John’s gegründet.

## Medien
- Antigua.news[42]
- Antigua Observer[43]